# Deba
Deba in basco, Deva in castigliano, è un comune spagnolo di 5 185 abitanti situato nella comunità autonoma dei Paesi Baschi nella Comarca del Bajo Deba, il cui nucleo abitativo è posto sulla riva destra della foce del fiume omonimo e dista 40 km da San Sebastián (Donostia in basco), capoluogo della provincia di Gipuzkoa, 60 km da Bilbao e 70 da Vitoria.
Le montagne calcaree del territorio comunale hanno facilitato la formazione di doline, grotte e caverne utilizzate nei tempi preistorici dai primi uomini che hanno lasciato pitture rupestri, resti litici e animali interessanti per gli studiosi e i turisti, come nei giacimenti di Herria Ekain, Ermitia e Urtinga.
La popolazione da sempre dedicata alla pesca e alla caccia alle balene in autunno quando attraversano le acque del Golfo di Biscaglia, all'agricoltura e all'allevamento del bestiame, si è convertita nel corso del XX secolo ad altre attività sicché attualmente il 49,2% dei lavoratori è addetta ai servizi, il 37,9% all'industria e il restante all'agricoltura e all'allevamento del bestiame e, in minima parte, alla pesca nel porto di Mutriku. 
È un centro balneare grazie alle sue belle spiagge ed alle attrezzature per gli sport acquatici. Nel XX secolo l'incremento demografico rispetto al secolo precedente è stato di oltre il 70%.

## Storia
Gli abitanti di Monreal, ai quali Sancho IV di Castiglia concesse nel 1294 la cosiddetta Carta Puebla cioè lo statuto comunale, volendo esercitare la pesca decisero di fondare il paese alla foce del fiume Deba sulla riva destra, al quale Alfonso XI concesse la Carta Puebla con il Fuero nel 1343 al nome di Monreal de Deba, che divenne in seguito solo Deba.
Successivamente si stabilirono nelle vicinanze del fiume per sfruttare la forza motrice delle sue acque delle ferriere i cui prodotti venivano esportati utilizzando il porto. L'agricoltura oltre che ai cereali si dedicò anche alla coltivazione della vite in pergolato producendo l'uva tradizionale basca detta chacolì che dà un vino aspro e poco alcolico. Col passare dei secoli il porto perse d'importanza e alla metà del XIX secolo nacque il turismo balneare e di riposo che fece nascere l'industria alberghiera risorsa principale dell'economia debrana.

## Monumenti
- Santuario de Itzar del XVI secolo
- Convento - Hospital de Seriola, punto fermo per i pellegrini di Santiago
- le ermite di Santa Catalina del 1539, di San Sebastian de Elorriaga del 1391, di San Nicolas de Castur del 1625, di Santa Cruz con resti archeologici del XV secolo, di San Roque del XVII secolo, di Santa Ana de Arzabal del XVII secolo, di San Salvador del XVI secolo, della Cruz de San Josepe del XVIII secolo,
- la chiesa gotica della Asuncion del Trecento.

Fra le architetture civili sono da notarsi: la Casa de Agirre del XV secolo, la casa Alzadabal
del XVI secolo e dello stesso periodo la Torre de Sesiola e la casa Baňez. La Casa Consistorial è del 1747, il Paseo Cubierto y mercado del 1910, il porto di Deba -Mutriku del 1866.
Inoltre il Caserio Arriolabeňe è del XVI secolo.

## Dintorni
- A 5 km, Mutriku, villaggio di pescatori deturpato dall'urbanizzazione selvaggia
- A 8 km Ondarroa suggestivo porto di pesca
- A 20 km Lekeitio affascinante porto di pesca
- A 38 km Arleaga, con castello neogotico dove dimorò Eugenia de Montijo che fu poi moglie di Napoleone III
- A 40 km Guernica detta la città santa dei Baschi per il catastrofico bombardamento di aerei nazisti in appoggio a Franco il 26 aprile del 1937 immortalato da Pablo Picasso nel suo celebre grande quadro

## Feste
Le feste principali sono quelle in onore di San Rocco e quella del giorno della festa basca, oltre alle feste parrocchiali.